# Шаповское сельское поселение
Шаповское сельское поселение — упразднённое муниципальное образование в составе Демидовского района Смоленской области России.
Административный центр — деревня Шапы. На территории поселения находились 20 населённых пунктов.
Образовано Законом Смоленской области от 28 декабря 2004 года. Упразднено Законом Смоленской области от 28 мая 2015 года с включением всех входивших в него населённых пунктов в Титовщинское сельское поселение

## Географические данные
- Общая площадь: 200,5 км²
- Расположение: юго-восточная часть Демидовского района
- Граничит:
  - на севере — с Воробьёвским сельским поселением
  - на востоке — с Духовщинским районом
  - на юге — с Пересудовским сельским поселением
  - на юго-западе — с Демидовским городским поселением
  - на северо-западе — Заборьевским сельским поселением
- Крупные реки: Гобза.

## Экономика
Сельхозпредприятия, магазины.

## Населённые пункты
В состав поселения входят следующие населённые пункты:
- Деревня Титовщина — административный центр
- Бордуково, деревня
- Борисенки, деревня
- Борок, деревня
- Варнавино, деревня
- Городная, деревня
- Дуброво, деревня
- Заики, деревня
- Кулеши, деревня
- Мыльнище, деревня
- Новоселье, деревня
- Няньковичи, деревня
- Осипенки, деревня
- Савино, деревня
- Свистовичи, деревня
- Сеньково, деревня
- Сеньково-Луг, деревня
- Старины, деревня
- Степаново, деревня
- Филимоново, деревня

Общая численность населения — 311 человек.